# PeR
«PeR» — латвийская поп и битбокс группа, основанная в 2007 году. Группа состоит из двух участников: Ральфа Эйландса и Эдмунда Расманиса. Название группы на английский переводится как «Please Explain the Rhythm» («Пожалуйста, объясните Ритм»).
Первоначальный состав составляли — Ральф Эйландс, Эмилс Вегнерс и Петерис Упениекс. Вегнерс покинул группу в 2007 году, и его заменил Эдмундс Расманис.
21 июля 2007 года группа впервые появилась и выступила на латвийском музыкальном фестивале Dziesma manai paaudzei.

## Евровидение 2013
16 февраля 2013 года группа была выбрана представлять Латвию на популярном конкурсе песни «Евровидение 2013» с песней «Here We Go».

## Дискография

### Альбомы
- 2012 — PeR

### Синглы
- 2009 — Bye, Bye
- 2009 — Bums
- 2010 — Like a Mouse
- 2010 — Līdzsvarā
- 2011 — Go Get Up
- 2011 — Mazajām Sirsniņā
- 2012 — Disco Superfly
- 2013 — Sad Trumpet
- 2013 — Here We Go